# العلاقات الفنزويلية النيجيرية
العلاقات الفنزويلية النيجيرية هي العلاقات الثنائية التي تجمع بين فنزويلا ونيجيريا.

## مقارنة بين البلدين
هذه مقارنة عامة ومرجعية للدولتين:
| وجه المقارنة                                              | فنزويلا                                  | نيجيريا                     |
| --------------------------------------------------------- | ---------------------------------------- | --------------------------- |
| المساحة (كم2)                                             | 916.45 ألف                               | 923.77 ألف                  |
| عدد السكان (نسمة)                                         | 28.87 مليون                              | 190.89 مليون                |
| الكثافة السكانية (ن./كم²)                                 | 31.5                                     | 206.64                      |
| العاصمة                                                   | كاراكاس                                  | أبوجا، لاغوس                |
| اللغة الرسمية                                             | اللغة الإسبانية، لغة الإشارة الفنزويلية ‏ | لغة إنجليزية، اللغة اليوربا |
| العملة                                                    | بوليفار فنزويلي                          | نيرة نيجيرية                |
| الناتج المحلي الإجمالي (بليون دولار)                      | 482.36 مليار                             | 375.77 مليار                |
| الناتج المحلي الإجمالي (تعادل القوة الشرائية) بليون دولار |                                          | 1.09 تريليون                |
| الناتج المحلي الإجمالي الاسمي للفرد دولار أمريكي          |                                          | 2.64 ألف                    |
| الناتج المحلي الإجمالي للفرد دولار أمريكي                 |                                          | 5.91 ألف                    |
| مؤشر التنمية البشرية                                      | 0.762                                    | 0.514                       |
| رمز المكالمات الدولي                                      | +58                                      | +234                        |
| رمز الإنترنت                                              | .ve                                      | .ng                         |
| المنطقة الزمنية                                           | 00                                       | ت ع م+01:00                 |

## منظمات دولية مشتركة
يشترك البلدان في عضوية مجموعة من المنظمات الدولية، منها:
| علم المنظمة | اسم المنظمة                        | تاريخ انضمام فنزويلا | تاريخ انضمام نيجيريا |
| ----------- | ---------------------------------- | -------------------- | -------------------- |
|             | الأمم المتحدة                      | 15 نوفمبر 1945       | 7 أكتوبر 1960        |
|             | منظمة التجارة العالمية             | ?                    | ?                    |
|             | منظمة الشرطة الجنائية الدولية      | ?                    | ?                    |
|             | الاتحاد الدولي للاتصالات           | 13 أغسطس 1920        | 11 أبريل 1961        |
|             | البنك الدولي للإنشاء والتعمير      | 30 ديسمبر 1946       | 30 مارس 1961         |
|             | المنظمة الهيدروغرافية الدولية      | ?                    | ?                    |
|             | الاتحاد البريدي العالمي            | ?                    | ?                    |
|             | منظمة حظر الأسلحة الكيميائية       | ?                    | ?                    |
|             | مؤسسة التمويل الدولية              | 28 ديسمبر 1956       | 30 مارس 1961         |
|             | وكالة ضمان الاستثمار متعدد الأطراف | 9 مايو 1994          | 12 أبريل 1988        |
|             | يونسكو                             | 25 نوفمبر 1946       | 14 نوفمبر 1960       |

## وصلات خارجية
- موقع وزارة الخارجية الفنزويلية
- موقع وزارة الخارجية النيجيرية